# Linux Terminal Server Project
Linux Terminal Server Project（LTSP）は、Linux向けFOSSアドオンパッケージであり、複数の人々が同時に同じコンピュータを使えるようにするものである。アプリケーションはサーバとシンクライアント（X端末）の組み合わせで動作し、クライアント側が入出力を制御する。一般に端末は性能が低く、ハードディスクがなく、モーターなどがないぶんだけデスクトップコンピュータよりも静かである。
高価なデスクトップマシンを揃える必要がないという利点から、学校でのコンピュータ教育で採用が広がりつつある。学校に十分なコンピュータがない場合でも、シンクライアント用マシンは標準的なコンピュータよりも低価格で済む。また、若干古いコンピュータでCPUの性能が低くても、シンクライアントとしてなら十分使える。高性能サーバを1台購入して既存のコンピュータをシンクライアントとすることで、コストを抑えられるだけでなく、シンクライアント環境にすることで生徒たちがリソースをどのように使っているかを把握しやすくなるという利点もある。LTSPを使っているディストリビューションとしては、AbulÉdu、Cutterプロジェクト、Dewworks、Edubuntu、K12LTSP、Skolelinux などがある。
LTSPの創設者でプロジェクトリーダーは Jim McQuillan である。LTSPは GNU General Public License で配布されている。

## LTSPクライアントのブートプロセス
LTSPサーバでは、chroot環境を設定し最小限のLinuxオペレーティングシステムとX環境を実行させる。
クライアントはローカルなブートデバイス（ハードディスク、CD-ROM、USBディスクなど）からブートし、小さなLinuxカーネルをそのデバイスからロードし、システムの初期化と認識できる周辺機器の初期化を行う。Etherboot、Preboot Execution Environment (PXE)、NetBootなどの機構でネットワークブートする設定の場合、クライアントはまず自身のIPアドレスとLTSPサーバのIPアドレスをDHCPで要求し、LTSPサーバ上で事前設定されたLinuxイメージをLTSPサーバ上で動作している Trivial File Transfer Protocol (TFTP) サービス経由でロードする。
この間、クライアントはLTSPサーバのIPアドレスとchroot環境のパスを新たなDHCP要求で問い合わせる。回答を得たら、クライアントは、LTSPサーバで動作している Network File System (NFS) サービス経由で、そのパスをrootファイルシステムとしてマウントする。
クライアントはNFSでマウントしたrootファイルシステムからLinuxをロードし、最終的に X Window System を起動する。クライアントはLTSPサーバ上のXDMCPログインマネージャと接続する。新しい MueKow (LTSP 5) の設定では、クライアントはまずSSHトンネルを構築してLTSPサーバのX環境と接続し、それを通して（LTSPサーバ上の）LDMログインマネージャを起動する。その後は、全てのプログラムはLTSPサーバ上で起動され、クライアント上でそれを表示し操作する。
| 機能                                        | LTSP 4         | LTSP 5 (MueKow)                    |
| ------------------------------------------- | -------------- | ---------------------------------- |
| GUI エクスポート                            | XDMCP          | ssh -X                             |
| リモートログイン（Xディスプレイマネージャ） | KDM/GDM        | LTSP Display Manager (LDM)         |
| ディストリビューション方法                  | LTSP tarボール | ネイティブ・ディストリビューション |
| 認証サーバ                                  | XDMCPサーバ    | SSHサーバ                          |

## MILLE-Xterm
MILLEプロジェクトは、カナダの公的機関とケベック州の学区が始めた。MILLEとは Modèle d'Infrastructure Logiciel Libre en Éducation（教育のためのフリーソフトウェア基盤モデル）の略で、教育機関を対象としている。4つサブプロジェクトから成り、（upotalに基づく）ポータル作成、オープンソースのミドルウェアスタック構築、Windows/Mac向けフリーソフトウェアを集めたCD作成、そしてMILLE-Xtermである。MILLE-XtermのベースはLTSPである。MILLE-Xtermは多数のX端末を配備するためのスケーラブルな基盤を提供する。